# 米斯蒂克 (喬治亞州)
米斯蒂克（英語：Mystic）是位於美國喬治亞州歐文縣的一個非建制地區。該地的面積和人口皆未知。

## 地理
米斯蒂克的座標為31°37′20″N 83°20′09″W / 31.62222°N 83.33583°W，而該地的平均海拔高度為112米（即367英尺）。